# Liste des maires d'Aubigny-sur-Nère
Cet article dresse une liste par ordre de mandat des maires d'Aubigny-sur-Nère.

## Liste des maires
| Période                                  | Période                       | Identité         | Étiquette    | Qualité |
| ---------------------------------------- | ----------------------------- | ---------------- | ------------ | --- |
| Les données manquantes sont à compléter. |                               |                  |              | |
| 1897                                     | 1911                          | Adrien Arnoux    |              | |
| 1911                                     | 1912                          | Henri Rateau     |              | |
| 1912                                     | 1914                          | Charles Chamouet |              | |
| 1914                                     | 1919                          | Augustin Agogué  |              | |
| 1919                                     | 1929                          | Adrien Dusapt    |              | |
| 1929                                     | 1941                          | Joseph Morin     |              | |
| 1941                                     | 1945                          | Gustave Rateau   |              | |
| 1945                                     | 1947                          | Yves Guillou     |              | |
| 1947                                     | 1964                          | Charles Lefebvre |              | |
| 1964                                     | mars 1971                     | Gaston Vannier   |              | |
| mars 1971                                | mars 1977                     | Pierre Karmann   | CNIP         | Chirurgien-dentiste |
| mars 1977                                | mars 1983                     | Jean Roblin      | PS           | |
| mars 1983                                | mars 1989                     | Roger Pelata     | MRG          | Enseignant |
| mars 1989                                | octobre 2012                  | Yves Fromion     | RPR puis UMP | Saint-cyrien, officier, membre du corps préfectoral Adjoint au maire de Charny Conseiller régional du Centre (1986 → 1998) Député du Cher (1997 → 2017) Démissionnaire                                                         |
| novembre 2012                            | avril 2015                    | Michel Autissier | UMP          | Conseiller général puis départemental d'Aubigny-sur-Nère (1998 → ) Président du Conseil départemental du Cher (2015 → ) Démissionnaire à la suite de son élection comme président du conseil départemental                     |
| avril 2015                               | En cours (au 15 juillet 2020) | Laurence Renier  | LR           | Collaboratrice d’Yves Fromion député de la 1re circonscription du Cher Présidente de la CC Sauldre et Sologne (2017 → ) Conseillère régionale du Centre-Val de Loire, Présidente du Sancerre Sologne depuis le 22 juillet 2020 |